# Chicago 19
Chicago 19 je šestnajsti studijski album chichaške rock zasedbe Chicago, ki je izšel leta 1988. Skupina se je namesto ponovnega sodelovanja s producentom Davidom Fosterjem odločila za producenta Rona Nevisona in Chada Sandforda. Njuna založba Full Moon Records se je premaknila k Reprise Records. To je zadnji album skupine, pri katerem je sodeloval originalni bobnar Danny Seraphine, ki je skupino zapustil leta 1990.
Pri snemanju so bile pogosto uporabljene prednastavitve sintetizatorja Roland D-50.

## Ozadje
S podobnim sprejemom kot Chicago 18, se je Chicago 19 uvrstil na 37. mesto lestvice Billboard 200 (na lestvici je ostal 42 tednov), dosegel je platinast certifikat, z njega pa je izšlo nekaj hit singlov - »Look Away« (1. mesto), »I Don't Wanna Live Without Your Love« (3. mesto) in »You're Not Alone« (10. mesto). Konec leta 1989 je uspeh dosegla tudi remiksana verzija Scheffove skladbe »What Kind of Man Would I Be?« (5. mesto), ki je izšla na kompilacijskem albumu Greatest Hits 1982–1989. Album vsebuje predvsem skladbe zunanjih piscev, podobno kot predhodnik. Avtorica prvih dveh singlov je Diane Warren, avtor tretjega pa Jimmy Scott.
Po promocijski turneji Chicago 19, je bil zaradi nerazkritih razlogov iz skupine odpuščen originalni bobnar Danny Serpahine. Skupini se je nato pridružil studijski bobnar Tris Imboden.

## Seznam skladb
| Stran 1 | Stran 1                                | Stran 1                     | Stran 1       | Stran 1 |
| Št.     | Naslov                                 | Pisec                       | Vokal         | Dolžina |
| ------- | -------------------------------------- | --------------------------- | ------------- | ------- |
| 1.      | „Heart in Pieces‟                      | Tim Feehan/Brian MacLeod    | Jason Scheff  | 5:04    |
| 2.      | „I Don't Wanna Live Without Your Love‟ | Albert Hammond/Diane Warren | Bill Champlin | 3:55    |
| 3.      | „I Stand Up‟                           | Robert Lamm/Gerard McMahon  | Robert Lamm   | 4:06    |
| 4.      | „We Can Last Forever‟                  | Jason Scheff/John Dexter    | Scheff        | 3:45    |
| 5.      | „Come in from the Night‟               | Bill Champlin/Bruce Gaitsch | Champlin      | 4:43    |

| Stran 2         | Stran 2                        | Stran 2                                   | Stran 2           | Stran 2 |
| Št.             | Naslov                         | Pisec                                     | Vokal             | Dolžina |
| --------------- | ------------------------------ | ----------------------------------------- | ----------------- | ------- |
| 6.              | „Look Away‟                    | Diane Warren                              | Champlin          | 4:02    |
| 7.              | „What Kind of Man Would I Be?‟ | Jason Scheff/Chas Sandford/Bobby Caldwell | Scheff            | 4:21    |
| 8.              | „Runaround‟                    | Bill Champlin/Jason Scheff                | Champlin & Scheff | 4:10    |
| 9.              | „You're Not Alone‟             | Jim Scott                                 | Champlin          | 3:56    |
| 10.             | „Victorious‟                   | Marc Jordan/John Capek                    | Lamm              | 6:02    |
| Skupna dolžina: | Skupna dolžina:                | Skupna dolžina:                           | Skupna dolžina:   | 44:24   |

### Neizdane skladbe
Posneta je bila tudi alternativna verzija »Come in from the Night« z naslovom »Hide Behind the Window«, obstaja pa tudi del skladbe »Victorious«, ki je bil izpuščen iz končne verzije. Za izdajo na albumu je bila planirana tudi priredba Reddingove »I Can't Turn You Loose«, ki jo je skupina v živo izvedla julija 1988. Iz končnega izbora skladb je izpadla tudi »Dancing in The Streets«, ki je bila leta 1989 na koncertu v Houstonu izvedena kot dodatek, tam pa je bila izvedena tudi Picketova »In the Midnight Hour«. S tega snemanja obstaja tudi demo verzija »Look Away« in zgodnji demo posnetek »What Kind of Man Would I Be« z alternativnim besedilom.

## Osebje

### Chicago
- Bill Champlin – klaviature, glavni vokal, spremljevalni vokal
- Robert Lamm – klaviature, glavni vokal, spremljevalni vokal
- Lee Loughnane – trobenta, trobilni aranžmaji
- James Pankow – trombon, trobilni aranžmaji
- Walter Parazaider – saksofon
- Jason Scheff – bas, glavni vokal, spremljevalni vokal
- Danny Seraphine – bobni, tolkala, programiranje
- Dawayne Bailey – kitara, spremljevalni vokal

### Dodatni glasbeniki
- Chas Sandford – kitara
- Dann Huff – kitara
- Phillip Ashley – klaviature
- John Campbell – klaviature
- Charles Judge – klaviature
- Mike Murphy – programiranje, tolkala, bobnarski tehnik
- Peter Kaye – programiranje
- Peter Maher – programiranje
- Kiki Ebsen – programiranje, klaviature
- Efrain Toro – programiranje bobnov
- Paul Jamieson – bobnarski tehnik
- Tamara Champlin – dodatni spremljevalni vokal
- Tim Feehan – dodatni spremljevalni vokal pri »Heart in Pieces«

### Produkcija
- Producenta: Ron Nevison (2, 4, 6 & 9) in Chas Sandford (1, 3, 5, 7, 8 & 10)
- Inženiring: Ron Nevison (2, 4, 6 & 9)
- Asistenti inženirja (2, 4, 6 & 9): Bob Vogt, Nick Basich, Stan Katayama, Jeff Poe and Michael E. Hutchinson.
- Inženiring: Chas Sandford in Gary McGachan (1, 3, 5, 7, 8 & 10)
- Asistent inženirja (1, 3, 5, 7, 8 & 10): Daren Chadwick
- Miks: Greg Walsh, James Guthrie, Chas Sandford
- Asistent producenta: Deandra Miller (2, 4, 6 & 9), Lisa M. Allen (1, 3, 5, 7, 8 & 10)
- Umetniški direktor in oblikovanje: Janet Levinson
- Računalniška ilustracija: Jim Hillin (DeGraf/Wahrman Inc.)
- Direkcija: Howard Kaufman (Front Line Management)

## Lestvica
Album
| Leto | Lestvica      | Mesto |
| ---- | ------------- | ----- |
| 1988 | Billboard 200 | 37    |

Singli
| Datum izdaje   | Naslov                                 | Billboard Hot 100 | Billboard Adult Contemporary |
| -------------- | -------------------------------------- | ----------------- | ---------------------------- |
| May 1988       | »I Don't Wanna Live Without Your Love« | 3                 | 5                            |
| September 1988 | »Look Away«                            | 1                 | 1                            |
| January 1989   | »You're Not Alone«                     | 10                | 9                            |
| April 1989     | »We Can Last Forever«                  | 55                | 12                           |
| November 1989  | »What Kind of Man Would I Be?«         | 5                 | 2                            |